# 学科分类与代码
《学科分类与代码》，是中华人民共和国关于学科分类的国家标准，标准号是“GB/T 13745-92”。该标准规定了学科的分类与代码。它是经国家技术监督局批准，由国家科委与技术监督局共同提出，中国标准化与信息分类编码研究所、西安交通大学、中国社会科学院文献情报中心负责起草，国家科委综合计划司、中国科学院计划局、国家自然科学基金委员会综合计划局、国家教育委员会科学技术司、国家统计局科学技术司、中国科协、中国科协干部管理培训中心等单位参加起草。国家技术监督局于1992年11月1日正式在北京发布该标准。1993年7月1日正式实施此标准。随着科学技术的发展，新学科和交叉学科不断涌现，国家于2006年开始对现行国家标准进行修订。2009年5月6日发布第一个修订版，并于2009年11月1日生效，标准号是“GB/T 13745-2009”。
《学科分类与代码》仅将学科分类定义到一、二、三级，共设5个门类、62个一级学科或学科群、676个二级学科或学科群、2382个三级学科。门类排序顺序为：A 自然科学，代码为110~190；B 农业科学，代码为210~240；C 医药科学，代码为310~360；D 工程与技术科学，代码为410~630；E 人文与社会科学，代码为710~910。
学科分类代码是基于一定原则对现实科学体系按其内在联系加以归类，以符合逻辑的排列形式表述出来并赋予代码。《学科分类与代码》国家标准，是科学发展、教育、科技统计、学科建设等方面工作的一个重要依据。鉴于学科分类在科学发展中所具有的特殊地位，联合国、美国、德国和日本等国际组织与世界发达国家都很重视学科分类体系标准化工作，纷纷制定相应的学科分类与代码标准。

## 修订版变更内容
- 增加了前言、引言和附录A；
- 在标准的结构和格式排版方面，按照GB/T 1.1-2000的规定进行了更新；
- 对学科代码的形式作出了修改，取消了十进制分类符号的点“.”，以便于信息处理；
- 增设了“信息与系统科学相关工程与技术”等3个一级学科群，调整二级学科“心理学”为一级学科；
- 增设了“医学史”、“重症医学”、“光学工程”、“兵器科学与技术”等39个二级学科，调整“天文地球动力学”等13个三级学科为二级学科，变更了“生物工程”、“仪器仪表技术”等10个二级学科的类别归属；
- 增设了“基因组学”、“月球科学”、“术语学”等337个三级学科，调整“传染病学”等4个二级学科为三级学科，变更了“密码学”等65个三级学科的类别归属；
- 取消了“理论统计学”等4个二级学科及“普通心理学”等25个三级学科；
- 调整变更各级学科名称67项，如“货币银行学”更名为“金融学”等。

## 列表
门类与一级学科如下：
- A 自然科学
  - 110 数学
  - 120 信息科学与系统科学
  - 130 力学
  - 140 物理学
  - 150 化学
  - 160 天文学
  - 170 地球科学
  - 180 生物学
  - 190 心理学
- B 农业科学
  - 210 农学
  - 220 林学
  - 230 畜牧、兽医科学
  - 240 水产学
- C 医药科学
  - 310 基础医学
  - 320 临床医学
  - 330 预防医学与公共卫生学
  - 340 军事医学（英语：Military medicine）与特种医学
  - 350 药学
  - 360 中医学与中药学
- D 工程与技术科学
  - 410 工程与技术科学基础学科
  - 413 信息与系统科学相关工程与技术
  - 416 自然科学相关工程与技术
  - 420 测绘科学技术
  - 430 材料科学
  - 440 矿山工程技术
  - 450 冶金工程技术
  - 460 机械工程
  - 470 动力与电气工程
  - 480 能源科学技术
  - 490 核科学技术
  - 510 电子与通信技术
  - 520 计算机科学技术
  - 530 化学工程
  - 535 产品应用相关工程与技术
  - 540 纺织科学技术
  - 550 食品科学技术
  - 560 土木建筑工程
  - 570 水利工程
  - 580 交通运输工程
  - 590 航空、航天科学技术
  - 610 环境科学技术与资源科学技术
  - 620 安全科学技术
  - 630 管理学
- E 人文与社会科学
  - 710 马克思主义
  - 720 哲学
  - 730 宗教学
  - 740 语言学
  - 750 文学
  - 760 艺术学
  - 770 历史学
  - 780 考古学
  - 790 经济学
  - 810 政治学
  - 820 法学
  - 830 军事学
  - 840 社会学
  - 850 民族学与文化学
  - 860 新闻学与传播学
  - 870 图书馆、情报与文献学
  - 880 教育学
  - 890 体育科学
  - 910 统计学